# Пампасен елен
Пампасният (пампаски) елен (Ozotoceros bezoarticus) е вид елен, обитаващ Южна Америка, единствен представител на рода Ozotoceros.

## Описание
Дължина на тялото от 110 до 140 cm, височина до хълбока от 70 до 75 cm, тегло от 25 до 40 кг. Пампасният елен е по грациозен в сравнение с европейските елени. Козината на тялото му е рижа, по корема – бяла. Всеки рог на мъжките елени е с три разклонения.

## Разпространение
Пампасният елен обитава териториите на Бразилия, Аржентина, Уругвай и Парагвай, като предпочита откритите савани със суха почва и селскостопанските райони.

## Начин на живот
Пампасните елени живеят в малки групи до 5 животни. Ако храната е в достатъчно количество, понякога през деня образуват и стада до 50 животни, които вечер се разпадат отново. През размножителния период мъжките се бият за женските. След 7 месечна бременност, женската ражда едно еленче с петниста окраска.

## Природозащитен статус
Някога пампасният елен е бил едно от най-често срещаните животни в пампасите на Аржентина и Уругвай. След завладяването на Аржентина от испанците жизненото му пространство постепенно започва да се ограничава. За да освободят място за посища, европейските заселници масово истребват пампасния елен. Класифициран е като като почти застрашен вид (near threatened).
Обитаващият само аржентинските пампаси подвид Ozotoceros bezoarticus celer се смята за застрашен, а другите подвидове Ozotoceros bezoarticus leucogaster (Парагвай) и Ozotoceros bezoarticus bezoarticus (Бразилия, Уругвай) се срещат по често.